# کیرشانشورینگ
کیرشانشورینگ (به آلمانی: Kirchanschöring) یک شهر در آلمان است که در بایرن واقع شده‌است.

## خصوصیات
کیرشانشورینگ ۲۵٫۲۳ کیلومترمربع مساحت دارد ۴۱۷ متر بالاتر از سطح دریا واقع شده‌است.